# Interestatal 99
La Interestatal 99 (abreviada I-99) es una autopista interestatal ubicada en el estado de Pensilvania. Inicia en el sur desde la I-70 cerca de Bedford, Pensilvania, sigue hacia el norte y finaliza en la I-80, cerca de Bellefonte. Tiene una longitud de 137,8 km (85.6 mi).

## Mantenimiento
Al igual que las carreteras estatales y las carreteras federales, la Interestatal 99 es administrada y mantenida por el Departamento de Transporte de Pensilvania por sus siglas en inglés PennDOT.

## Cruces
La Interestatal 99 es atravesada principalmente por la:

PA 56  cerca de Cessna
 US 22  cerca de Altoona
PA 453  en Tyrone
PA 350  cerca de Bald Eagle
US 322  cerca de State College
PA 26  cerca de Pleasant Gap.